# ATC (A10)
Jest to część klasyfikacji anatomiczno-terapeutyczno-chemicznej:
- A – Przewód pokarmowy i metabolizm
  - A 01 – Preparaty stomatologiczne
  - A 02 – Leki stosowane w chorobach związanych z nadmierną kwasowością soku żołądkowego
  - A 03 – Leki stosowane w czynnościowych zaburzeniach przewodu pokarmowego
  - A 04 – Leki przeciwwymiotne i przeciw nudnościom
  - A 05 – Leki stosowane w chorobach dróg żółciowych i wątroby
  - A 06 – Leki przeczyszczające
  - A 07 – Leki przeciwbiegunkowe, przeciwzapalne i przeciwdrobnoustrojowe stosowane w chorobach przewodu pokarmowego
  - A 08 – Leki przeciw otyłości z wyłączeniem preparatów dietetycznych
  - A 09 – Leki poprawiające trawienie (włącznie z enzymami)
  - A 10 – Leki stosowane w cukrzycy
  - A 11 – Witaminy
  - A 12 – Preparaty uzupełniające niedobór składników mineralnych
  - A 13 – Leki wzmacniające
  - A 14 – Leki anaboliczne do stosowania ogólnego
  - A 15 – Leki zwiększające apetyt
  - A 16 – Inne leki działające na przewód pokarmowy i metabolizm

## A 10 A – Insulina i analogi insuliny
- A 10 AB – Insuliny i analogi insuliny, krótko działające
  - A 10 AB 01 – insulina ludzka
  - A 10 AB 02 – insulina wołowa
  - A 10 AB 03 – insulina wieprzowa
  - A 10 AB 04 – insulina lispro
  - A 10 AB 05 – insulina aspart
  - A 10 AB 06 – insulina glulizynowa
  - A 10 AB 30 – połączenia
- A 10 AC – Insuliny i analogi insuliny o średnim czasie działania
  - A 10 AC 01 – insulina ludzka
  - A 10 AC 02 – insulin wołowa
  - A 10 AC 03 – insulina wieprzowa
  - A 10 AC 04 – insulina lispro
  - A 10 AC 30 – połączenia
- A 10 AD – Insuliny lub analogi insuliny o średnim czasie działania w skojarzeniu z krótko działającymi
  - A 10 AD 01 – insulina ludzka
  - A 10 AD 02 – insulina wołowa
  - A 10 AD 03 – insulina wieprzowa
  - A 10 AD 04 – insulina lispro
  - A 10 AD 05 – insulina aspart
  - A 10 AD 06 – insulina degludec i insulina aspart
  - A 10 AD 30 – połączenia
- A 10 AE – Insuliny i analogi insuliny długo działające
  - A 10 AE 01 – insulina ludzka
  - A 10 AE 02 – insulina wołowa
  - A 10 AE 03 – insulina wieprzowa
  - A 10 AE 04 – insulina glargine
  - A 10 AE 05 – insulina detemir
  - A 10 AE 06 – insulina degludec
  - A 10 AE 07 – insulina icodec
  - A 10 AE 30 – połączenia
  - A 10 AE 54 – insulina glargine i liksysenatyd
  - A 10 AE 56 – insulina degludec i liraglutyd
- A 10 AF – Insuliny lub analogi insuliny przeznaczone do inhalacji
  - A 10 AF 01 – insulina ludzka

## A 10 B – Doustne leki hipoglikemizujące
- A 10 BA – Pochodne biguanidu
  - A 10 BA 01 – fenformina
  - A 10 BA 02 – metformina
  - A 10 BA 03 – buformina
- A 10 BB – Pochodne sulfonylomocznika
  - A 10 BB 01 – glibenklamid
  - A 10 BB 02 – chlorpropamid
  - A 10 BB 03 – tolbutamid
  - A 10 BB 04 – glibornurid
  - A 10 BB 05 – tolazamid
  - A 10 BB 06 – karbutamid
  - A 10 BB 07 – glipizyd
  - A 10 BB 08 – glikwidon
  - A 10 BB 09 – gliklazyd
  - A 10 BB 10 – metaheksamid
  - A 10 BB 11 – glizoksepid
  - A 10 BB 12 – glimepiryd
  - A 10 BB 31 – acetoheksamid
- A 10 BC – Sulfonamidy (heterocykliczne)
- A 10 BC 01 – Glimidyn
- A 10 BD – Preparaty złożone zawierające doustne leki hipoglikemizujące
  - A 10 BD 01 – fenformina i pochodne sulfonylomocznika
  - A 10 BD 02 – metformina i pochodne sulfonylomocznika
  - A 10 BD 03 – metformina i rozyglitazon
  - A 10 BD 04 – glimepiryd i rozyglitazon
  - A 10 BD 05 – metformina i pioglitazon
  - A 10 BD 06 – glimepiryd i pioglitazon
  - A 10 BD 07 – metformina i sitagliptyna
  - A 10 BD 08 – metformina i wildagliptyna
  - A 10 BD 09 – pioglitazon i alogliptyna
  - A 10 BD 10 – metformina i saksagliptyna
  - A 10 BD 11 – metformina i linagliptyna
  - A 10 BD 12 – pioglitazon i sitagliptyna
  - A 10 BD 13 – metformina i alogliptyna
  - A 10 BD 14 – metformina i repaglinid
  - A 10 BD 15 – metformina i dapagliflozyna
  - A 10 BD 16 – metformina i kanagliflozyna
  - A 10 BD 17 – metformina i akarboza
  - A 10 BD 18 – metformina i gemigliptyna
  - A 10 BD 19 – linagliptyna i empagliflozyna
  - A 10 BD 20 – metformina i empagliflozyna
  - A 10 BD 21 – saksagliptyna i dapagliflozyna
  - A 10 BD 22 – metformina i ewogliptyna
  - A 10 BD 23 – metformina i ertugliflozyna
  - A 10 BD 24 – sitagliptyna i ertugliflozyna
  - A 10 BD 25 – metformina, saksagliptyna i dapagliflozyna
  - A 10 BD 26 – metformina i lobeglitazon
  - A 10 BD 27 – metformina, linagliptyna i empagliflozyna
  - A 10 BD 28 – metformina i teneligliptyna
  - A 10 BD 29 – sitagliptyna i dapagliflozyna
- A 10 BF – Inhibitory α-glukozydazy
  - A 10 BF 01 – akarboza
  - A 10 BF 02 – miglitol
  - A 10 BF 03 – wogliboza
- A 10 BG – Pochodne tiazolidynodionu
  - A 10 BG 01 – troglitazon
  - A 10 BG 02 – rozyglitazon
  - A 10 BG 03 – pioglitazon
  - A 10 BG 04 – lobeglitazon
- A 10 BH – Inhibitory dipeptydylopeptydazy 4
  - A 10 BH 01 – sitagliptyna
  - A 10 BH 02 – wildagliptyna
  - A 10 BH 03 – saksagliptyna
  - A 10 BH 04 – alogliptyna
  - A 10 BH 05 – linagliptyna
  - A 10 BH 06 – gemigliptyna
  - A 10 BH 07 – ewogliptyna
  - A 10 BH 08 – teneligliptyna
  - A 10 BH 51 – sitagliptyna i simwastatyna
  - A 10 BH 52 – gemigliptyna i rosuwastatyna
- A 10 BJ – Analogi glukagonopodobnego peptydu 1
  - A 10 BJ 01 – eksenatyd
  - A 10 BJ 02 – liraglutyd
  - A 10 BJ 03 – liksysenatyd
  - A 10 BJ 04 – albiglutyd
  - A 10 BJ 05 – dulaglutyd
  - A 10 BJ 06 – semaglutyd
  - A 10 BJ 07 – beinaglutyd
- A 10 BK – Inhibitory kotransportera glukozowo-sodowego 2
  - A 10 BK 01 – dapagliflozyna
  - A 10 BK 02 – kanagliflozyna
  - A 10 BK 03 – empagliflozyna
  - A 10 BK 04 – ertuglifozyna
  - A 10 BK 05 – ipraglifozyna
  - A 10 BK 06 – sotagliflozyna
  - A 10 BK 07 – luseogliflozyna
  - A 10 BK 08 – beksagliflozyna
- A 10 BX – Inne doustne leki hipoglikemizujące
  - A 10 BX 01 – guma guar
  - A 10 BX 02 – repaglinid
  - A 10 BX 03 – nateglinid
  - A 10 BX 05 – pramlintyd
  - A 10 BX 06 – benfluoreks
  - A 10 BX 08 – mitiglinid
  - A 10 BX 15 – imeglimina
  - A 10 BX 16 – tirzepatyd
  - A 10 BX 17 – karfloglitazar
  - A 10 BX 18 – dorzagliatyna

## A 10 X – Inne leki stosowane w cukrzycy
- A 10 XA – Inhibitora reduktazy aldozy
  - A 10 XA 01 – tolrestat
- A 10 XX – Inne leki stosowane w cukrzycy
  - A 10 XX 01 – teplizumab